# Raketfly
Et raketfly er en flyvemaskine, der bruger en raketmotor til at levere den kraft, der driver flyet fremad, i stedet for jet- og stempelmotorer, som modsat raketmotoren er afhængige af at kunne hente ilt fra den omgivende luft. 
Raketmotorer kan udvikle en enorm kraft og kan fungere i store højder, hvor atmosfæren er tynd og yder mindre modstand mod flyets bevægelse end den tætte luft nær havoverfladen. Af den grund har eksperimentelle, raketdrevne fly sat en del fart- og højderekorder; bl.a. var det det raketdrevne fly X-1, der første gang gennembrød lydmuren den 14. oktober 1947. Det ligeledes raketdrevne, eksperimentelle fly X-15 satte højderekord med næsten 108 kilometer den 22. august 1963, og fartrekord med 7.274 kilometer i timen den 3. oktober 1967.

## Raketfly i operationel tjeneste
Raketdrevne kampfly har kun i ét tilfælde været brugt operationelt af et luftvåben: hen mod slutningen af 2. verdenskrig brugte Nazi-Tyskland raketflyet Messerschmitt Me 163, også kaldet "Der Komet" ("Kometen"), mod indtrængende, allierede bombefly. På grund af den enorme kraft, som flyets motor kunne udvikle, kunne disse fly meget hurtigt sendes på vingerne og nå op på højde med bombeflyene på få minutter. Til gengæld havde de kun brændstof med til en meget kort, men intensiv indsats — efter luftkampen måtte Me 163-flyenes piloter svæveflyve tilbage til deres base, og under denne færd var de sårbare over for allierede jagerfly.
| Luftfart | Spire Denne artikel om flyvning er en spire som bør udbygges. Du er velkommen til at hjælpe Wikipedia ved at udvide den. |